# Сцибожиці-Малі
Сцибожиці-Малі (пол. Ściborzyce Małe, нім. Steubendorf) — село в Польщі, у гміні Ґлубчиці Ґлубчицького повіту Опольського воєводства.
Населення — 274 особи (2011).

## Демографія
Демографічна структура станом на 31 березня 2011 року:
|          | Загалом | Допрацездатний вік | Працездатний вік | Постпрацездатний вік |
| -------- | ------- | ------------------ | ---------------- | -------------------- |
| Чоловіки | 135     | 25                 | 87               | 23                   |
| Жінки    | 139     | 22                 | 81               | 36                   |
| Разом    | 274     | 47                 | 168              | 59                   |